# 須田禎一
須田 禎一（すだ ていいち　1909年1月21日 - 1973年9月18日）は、日本のジャーナリスト、中国文学翻訳家。

## 人物
茨城県行方郡牛堀町（現、茨城県潮来市牛堀）で生まれる。須田家は代々名字帯刀を許された庄屋で、父誠太郎は牛堀町長、茨城県議を務めた地方政治家。千葉県立佐原中学（現：千葉県立佐原高等学校）、旧制弘前高校を経て東京帝国大学文学部独文科卒業。弘前高校の一級下に太宰治がいた。在学中に反戦運動（反帝同盟「シナから手を引け運動」）参加で逮捕されるが、同郷の代議士風見章の働きかけでまもなく釈放、起訴もまぬがれる。
1933年、東大卒業と同時に朝日新聞入社。浜松支局、東京本社整理部を経て、1942年10月より上海特派員、1944年10月より太原特派員、1945年1月に再び上海特派員となる。上海在住中は清川草介の筆名で『大陸新報』など社外媒体に評論執筆。1946年3月、帰国。
1948年2月、朝日新聞社内の雰囲気に不満などで退社、同年4月より千葉県立佐原女子高（現、千葉県立佐原白楊高等学校）に世界史教員として勤務。共産党員ではなかったがレッドパージで1950年に解雇。1950年12月、北海道新聞東京駐在論説委員となり、政治・外交関係の社説、夕刊時評、コラム「卓上四季」などを担当。1965年12月、北海道新聞を退職し（定年を2年延長したが、交通事故に遭って退社）、フリーのジャーナリストとなる。
1973年9月18日、自宅で洗顔中に心臓破裂で逝去。
北海道新聞論説委員時代、1952年の講和問題や1960年の日米安保条約承認問題などで時の政権を強く批判する論説を連続執筆し、注目を集める。日中国交回復も積極的に主張。郭沫若の詩・評論および全歴史劇を翻訳した。古典文学では平凡社「文学全集」などで詞と賦を担当した。
次男の須田春海は市民運動全国センター代表世話人などを務め、美濃部亮吉都政の政策や地方分権改革などに関わった。

## 著書
- 『印度五千年通史』（白揚社） 1942年
- 『世界文化史読本 第一巻 古代篇』（黄土社） 1949年
- 『オリオンの盾』（中山房） 1960年
- 『風見章とその時代』（みすず書房） 1965年、新版 1986年
- 『独絃のペン 交響のペン』（勁草書房） 1969年
- 『思想を創る読書』（三省堂新書） 1970年
- 『ペンの自由を支えるために』（評論社） 1971年
- 『氷焔 Ⅰ』（評論社） 1971年
- 『氷焔 Ⅱ』（評論社） 1972年
- 『人間主義をつらぬいて』（たいまつ社） 1972年
- 『新聞月評一九七二』（評論社） 1973年
- 『氷焔 Ⅲ』（評論社） 1974年
- 『卓上四季』第三巻（北海道新聞社編） 1986年 - 全て須田の執筆